# Tutuila
Tutuila es la isla más grande y la principal del territorio dependiente de la Samoa Americana es una de las pocas de agua dulce en el archipiélago de las islas de Samoa. Es la tercera isla más grande de la cadena de islas de Samoa en el Pacífico central ubicada a unos 4000 kilómetros al noreste de la ciudad de Brisbane, Australia y a más de 1200 kilómetros al noreste de Fiyi. Contiene un gran puerto natural, el puerto de Pago Pago, en la ciudad de Pago Pago, ciudad que constituye la capital de la Samoa Americana. El aeropuerto internacional de Pago Pago también se encuentra en esta isla. Su extensión de tierra representa alrededor del 68% de la superficie total de la Samoa Americana y el 95% de su población. La isla cuenta con seis ecosistemas terrestres y tres marinos. La isla es también conocida popularmente como the "Rocks" (las Rocas).